# Botryotinia fuckeliana
Botryotinia fuckeliana är en svampart som först beskrevs av de Bary, och fick sitt nu gällande namn av Whetzel 1945. Botryotinia fuckeliana ingår i släktet Botryotinia och familjen Sclerotiniaceae.   Inga underarter finns listade i Catalogue of Life.